# Řehoř IV.
Řehoř IV. (795? Řím – 25. ledna 844 Řím) byl papežem od prosince 827 až do své smrti. Pocházel z římské aristokratické rodiny.

## Život
Byl kardinálem-presbyterem církve. Papežem byl zvolen na přání spolucísaře Lothara I., který v Římě vykonával soudcovskou moc. Během svého pontifikátu vedl spory s císařem Ludvíkem I. Pobožným a jeho syny Lotharem I., Pipinem I. a Ludvíkem II. Němcem o primát duchovní moci nad světskou.
V roce 835 přesunul slavnosti Všech svatých na 1. listopadu, výroční den posvěcení římského Pantheonu.
Zasloužil se o rozvoj Říma. Nechal obnovit akvadukt Janiuculum a baziliku svatého Marka.

## Odkazy

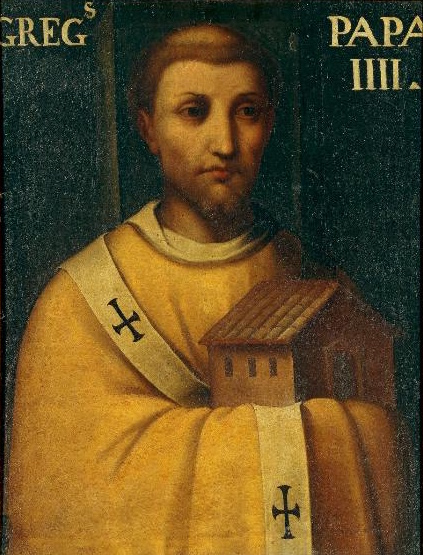
Portrét papeže Řehoře IV.

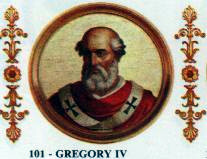
Portrét papeže Řehoře IV. v bazilice sv. Pavla za hradbami